# Zelindopsis villeneuvei
Zelindopsis villeneuvei là một loài ruồi trong họ Tachinidae.